# Isabella Elder
Isabella Elder, född 15 mars 1828 i Glasgow, död där 18 november 1905, var en skotsk filantrop och företagare. 
Hon ärvde företaget Fairfield Shipbuilding and Engineering Company av sin make 1869 och skötte det i nio månader innan hon överlät det. Hon blev sedan en framträdande filantrop. Hon är bland annat känd som beskyddare av det första universitetet öppet för kvinnor i Skottland, Queen Margaret College. 